# Sprungen ur

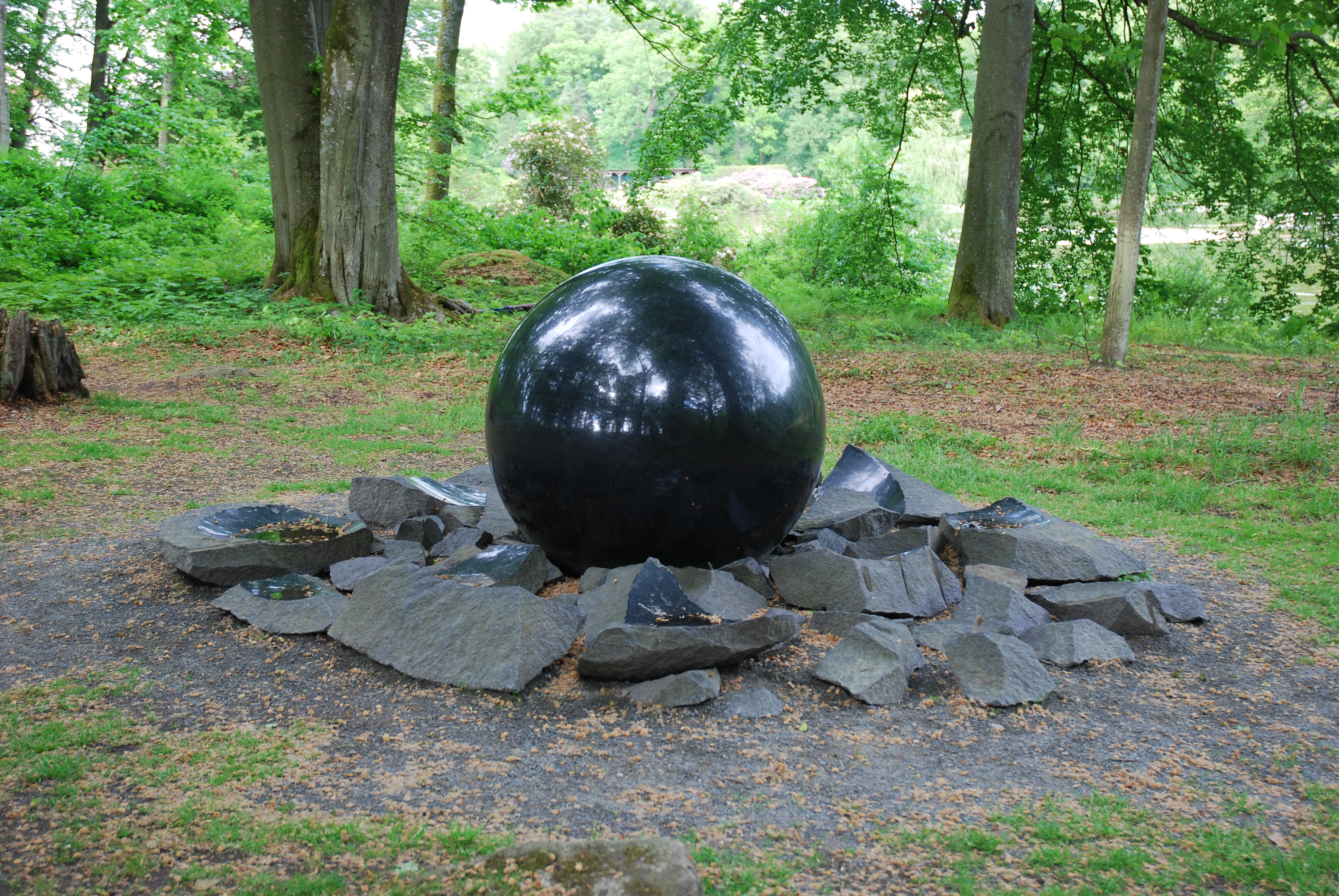
Sprungen ur i Wanås skulpturpark.

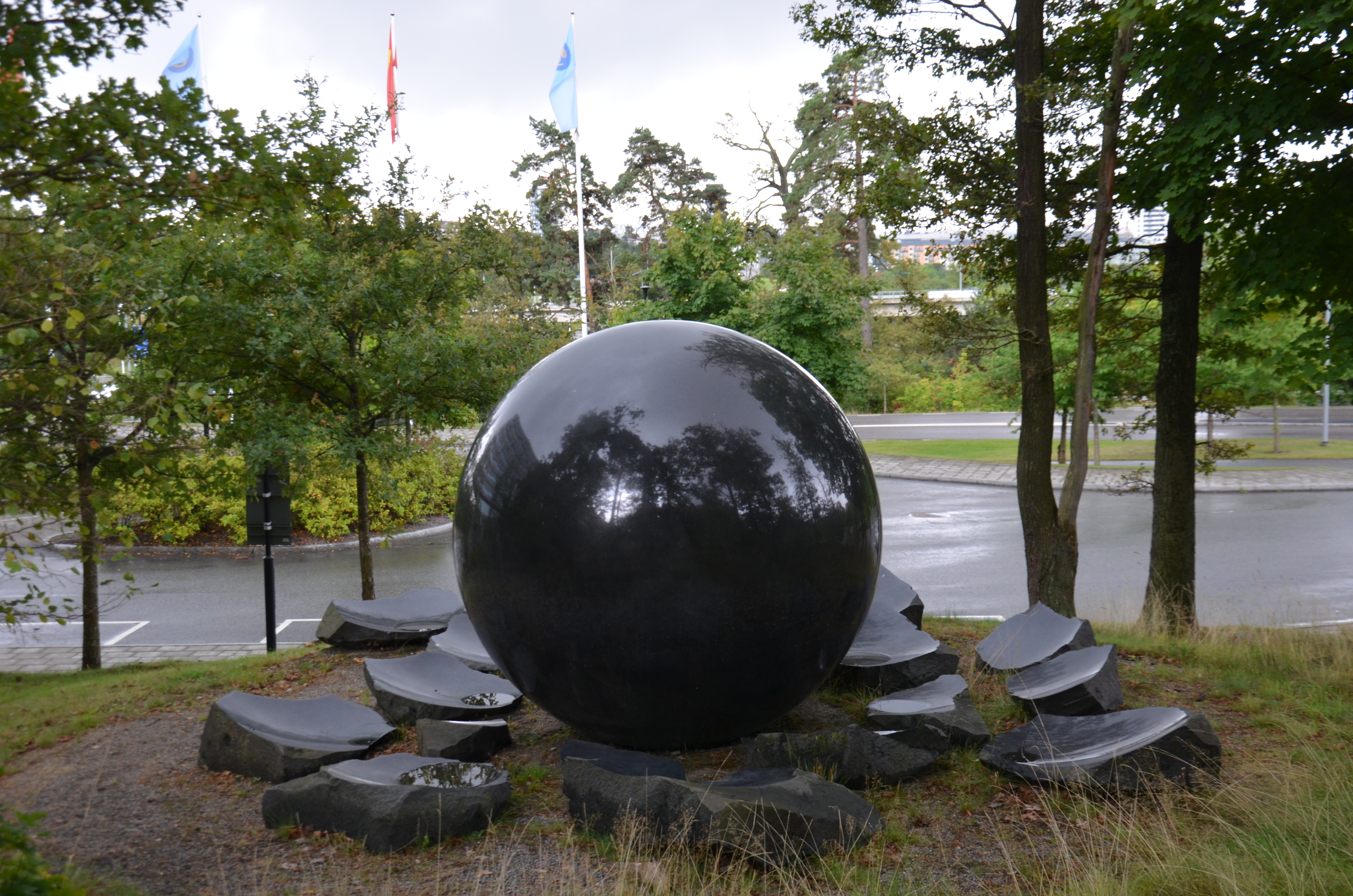
Sprungen ur i Solna.

Sprungen ur är en skulptur i diabas av Pål Svensson.
Sprungen ur består av ett klot i polerad diabas omgiven av diabasskärvor, som ser ut som om de kommer ur ett hölje för klotet. Skulpturen finns i flera exemplar. Det första finns i Wanås skulpturpark sedan 1996. Den har en diameter på en meter och hela skulpturen med sin bas av diabasskärvor har ytmåttet 2 x 2 meter.
Ett mindre exemplar finns i skulpturparken utanför Konsthallen Hishult.
Den största versionen finns i Solna kommun utanför Postens huvudkontor i Tomteboda och invigdes 2004. Den är 2,2 meter i diameter och väger 16 ton. Den har, liksom exemplaret till Wanås skulpturpark, gjorts av Zaar Granit i Sibbhult. Den tog 600 arbetstimmar att, under två års tid, hugga ur ett block på 35 ton, sågat ur ett råblock i Såganäs stenbrott utanför Älmhult på 100 ton.
Sprungen ur finns också utanför naturläkemedelsföretaget Legosan på Via industriområde i Kumla sedan augusti 2007, med en diameter på omkring 83 centimeter, samt med namnet Origin på en gågata vid Årstaängsvägen i Marievik i Stockholm.
Skulpturen i Wanås skulpturpark är motiv för ett frimärke från 2002, graverat av Martin Mörck. Skulpturen utanför Postens huvudkontor i Solna beställdes efter det att Postens ledning uppmärksammat detta motiv.
| ”           | Speglande som glas. Lätt och tungt. Förrädiskt som om det bestod av tunt glas, genomskinligt. Som om något ska kläckas därinne. Ett omvänt solägg. En svart sol...Också Sprungen ur [liksom Constantin Brâncușis Ägget i marmor] är ett medidativt objekt som tala lika mycket till synen som till det taktila, ett meditativt objekt för tanken att förlora sig i, för sinnet att reflektera över. | „ |
| – Eva Ström | |   |